# WIMS
 (avril 2024).
Wims (acronyme de Web Interactive Multipurpose Server) est un serveur éducatif et une plateforme d'apprentissage en ligne. Elle couvre des apprentissages de l'école primaire jusqu'à l'Université, dans de nombreuses disciplines. Il est sous licence libre, et permet à chacun de construire des exercices et d'ouvrir une classe virtuelle.

## Historique
La première version de Wims a été conçue en 1997 par Gang Xiao, professeur à l'université de Nice, et rendue publique en décembre 1998. Wims a ensuite évolué rapidement, à mesure que l'intérêt pour ce logiciel grandissait ainsi que son utilisation dans l'enseignement supérieur d'abord, puis secondaire. Cette utilisation a entraîné des demandes d'amélioration, et a ainsi permis la progression du logiciel.
S'appuyant sur une licence de développement libre GNU, Wims est régulièrement enrichi de nouveaux types d'exercices. On compte aujourd'hui plus de 15 serveurs référencés dans le monde, dans 6 pays différents (France, Italie, Espagne, Pays-Bas, États-Unis, Chine). Le logiciel étant disponible en téléchargement libre, ce chiffre n'est probablement qu'un aperçu de l'étendue réelle.

## Fonctionnalités
WIMS permet en utilisant un simple navigateur Web de proposer une banque de données d'exercices interactifs de toutes formes dans des domaines très variés. Il est possible d'utiliser WIMS à partir de tout ordinateur connecté à internet quel que soit son système d'exploitation.
Le principe de fonctionnement est de ne jamais présenter un exercice identique. Pour cela, WIMS intègre dans chacun de ses exercices une dimension aléatoire. Ainsi, chaque élève dispose d'un exercice personnalisé et renouvelable, ce qui lui permet de s'entrainer à volonté sur des exercices semblables avec des données différentes.
Aucun calcul n'est effectué sur le poste de l'utilisateur, aucun logiciel spécifique n'est à installer.

### Ressources en libre service
WIMS propose une banque d'exercices interactifs et à données aléatoires pouvant donc être répétés plusieurs fois avec des données différentes, ce qui favorise l’apprentissage (mathématiques, biologie, physique, chimie, informatique, langues). Ces exercices créés par des enseignants selon leur besoin sont des exercices utilisant des logiciels de calcul puissants, pouvant contenir des dessins engendrés à la volée selon des données aléatoires, des audio, des applets communiquant avec le logiciel WIMS, ce qui permet des exercices notés (GeoGebra, CaR, exercices de Joke Evers).
Il intègre également des interfaces d’outils graphiques et de calculs puissants (calculette numérique, calculette graphique, outils de statistiques, visualisation de polyèdres), ainsi que des documents de cours interactifs, contenant des exemples à données aléatoires.

### Classes virtuelles
Appelées cours sur d’autres plateformes, ce sont des espaces privés dans lesquels un enseignant donne du travail et où les élèves le font.
La création de classes individuelles (gestion indépendante par l’enseignant), de groupes de classes (permettant de “mutualiser” des groupes d’élèves) ou création d’établissements (structure plus complexe demandant une gestion centralisée au départ, les enseignants gérant ensuite seuls leurs ressources et activités).
Ces classes contiennent :
- Des feuilles d’exercices interactifs dépassant de loin le QCM usuel.
- Un cahier de textes : interface permettant à l’enseignant d’écrire quelles sont les activités qui ont été faites et celles qui restent à faire.
- Des documents interactifs : ces documents peuvent être soit invisibles des élèves et réservés à l’enseignant (en préparation), soit lisibles par les élèves, soit lisibles et modifiables par les élèves.
- La possibilité de déposer des documents (pdf, image, audio, etc.) par les enseignants.
- un forum de discussion dans lequel il est possible d’écrire des équations, de faire des dessins à données aléatoires, etc.
- Un système d'examens sécurisés à partir des exercices du serveur ou d’exercices privés.
- Le suivi des notes pouvant ensuite être exportées au format tableur (format csv ou tsv)
  - Les notes sont détaillées exercice par exercice, et l’attribution manuelle de notes est possible aussi

### Développement de nouvelles ressources
Il se fait d’abord de manière privé et peut ensuite être mutualisé au niveau local (sur le serveur), ou global (partagé par l'ensemble des serveurs WIMS dans le monde)
- création possible d’exercices par les utilisateurs-enseignants avec Createxo (interne à WIMS).
- interface Modtool de création de modules.
- interface spécifique pour la création d’exercices en langues (Quicktool).
- création de cours interactifs.
- création de documents au format WIMS à partir d’un document LaTeX ou de tout format obtenu par un document latex standard (outil latex2wims).
- bibliothèque de macros (slib) mutualisées simplifiant la programmation. Possibilité d’utiliser les types de réponses prédéfinies mais aussi de créer simplement les siennes.

### Intégrations
WIMS permet d'interagir avec de nombreux outils scientifiques tiers :
- TeX, pour la génération de textes mathématiques.
- Gnuplot, pour le tracé 2D et 3D.
- POV-Ray pour le rendu 3D photoréaliste.
- Fly, pour les constructions géométriques.
- Maxima pour le calcul symbolique.
- Pari/GP pour le calcul matriciel et sur les polynômes.
- GAP pour le calcul sur les structures de groupes.
- Octave pour le calcul numérique en multiprécision.

### Des outils spécifiques pour la physique et la chimie
Wims utilise des analyseurs de grammaire physique et chimique, pour les tâches suivantes :
- units-filter[2] pour analyser les expressions contenant un nombre avec unité (comme 1A, 1h 20 min 30 s, 5 mV, ou la valeur suivante qui est totalement équivalente, 5e-3 Wb/s), et traiter les questions liées aux nombre de chiffres significatifs.
- chemeq[3] pour analyser les expressions contenant une formule chimique ou l'équation d'une réaction chimique, faire divers calculs avec (énergie, potentiel rédox), et en assurer un rendu typographiquement correct.

De même que pour les outils mathématiques, ces outils scientifiques sont déclinés à l'aide de bibliothèques (slib) spécifiques à WIMS qui en permettent l'usage dans la création d'exercices et de cours. En particulier, ils sont intégrés aux analyseurs de réponses spécialisés pour la physique et la chimie.

### Modules de WIMS
Le moteur de WIMS et les outils pour les mathématiques, les sciences, les langues..., dont il dispose forment un socle sur lequel les enseignants peuvent développer des modules. La licence du socle est GNU GPL; les modules peuvent avoir des licences différentes. Plusieurs milliers de modules sont actuellement publiés sous la même licence libre, et redistribués entre les serveurs WIMS qui se synchronisent avec celui de l'Université de Nice.
Comme pour tout logiciel libre, il est possible aux utilisateurs de participer au développement par leurs remarques, en particulier en rapportant au plus vite et aux bonnes personnes les bogues qu'ils constatent.

### Autres fonctionnalités
Les fonctionnalités plus techniques sont les suivantes :
- possibilité d’ouverture des feuilles ou des examens selon des critères horaires, connexion IP, caractères particuliers d’élèves.
- sauvegarde des classes par l’enseignant, possibilité de restauration sur n’importe quel serveur WIMS ; la restauration peut être partielle (uniquement les ressources ou les comptes d’élèves et leur score) ou complète.
- inscription des étudiants possible individuellement ou par fichiers tableur par les enseignants.
- Il est possible d’intégrer toute activité pouvant être mise sur une page web (par exemple des lecteurs exportables). Cependant, en général, il n’y aura alors pas de suivi des activités des étudiants, comme pour les ressources WIMS, sauf dans le cas d’interfaçage spécifique (par exemple, type de réponse dialoguant avec GeoGebra)
- structure complexe d’établissements permettant le partage de “programmes” (contenu pédagogique) pour plusieurs groupes d’élèves.
- thèmes des classes configurables par la création d’un style css spécifique et l’ajout d’un logo.

## Utilisateurs
Le 10 juillet 2007, l'association WIMS EDU (Enseignants, Développeurs et Utilisateurs de WIMS) a été constituée, regroupant les utilisateurs de WIMS de toute part. WIMS EDU a pour but de fédérer les efforts autour de l'utilisation de WIMS dans le système éducatif de tous niveaux et toutes disciplines.
Le logiciel s'adresse :
- aux chefs d'établissements, pour doter leur intranet d'une plateforme d'elearning (primaire, secondaire, supérieur) ;
- aux enseignants pour construire des parcours d'apprentissage en ligne pour une ou plusieurs classes, un ou plusieurs élèves, pour évaluer les élèves (notation intégrée à wims et paramétrable), pour suivre les travaux des élèves à distance ;
- aux élèves pour suivre le parcours défini par un enseignant, ou pour s'entraîner seul ;
- à toute personne, pour créer, modifier des exercices en ligne.

Plusieurs colloques ont été organisés autour de ce logiciel, afin d'échanger sur les pratiques d'enseignement liées, des ateliers permettant de s'initier à ces pratiques,.

## Interopérabilité
WIMS permet l’interopérabilité avec d'autres plateformes.

### Interopérabilité avec Jalon
L'université Nice-Sophia-Antipolis a produit le plugin nécessaire sur leur plateforme open source Jalon.

### Interopérabilité avec Moodle
- Le lycée Jean Bart (Dunkerque) a développé un plugin pour la plateforme Moodle, version 1.9.4.
- L'université Paris-Est-Marne-la-Vallée a amélioré le plugin, pour la version 2.2.1 de Moodle.
- L'Université Côte d'Azur a ensuite mis à jour ce plugin[6] pour la compatibilité avec Moodle 3.x.

### Interopérabilité entre serveurs WIMS
WIMS permet un export des classes sous forme d'archives zip ou tgz pouvant être réintégrées à un autre serveur WIMS.

### Knowims (Knoppix + Wims)
WIMS peut aussi s'exécuter à partir d'un CD ou d'une clé USB bootable grâce à Knowims.